# Dublin Zoo
Dublin Zoo (irl. Zú Bhaile Átha Cliath) – ogród zoologiczny założony w 1831 w Dublinie, na terenie Phoenix Park, najstarsza tego typu placówka w Irlandii oraz jeden z najstarszych ogrodów na świecie po Wiedniu, Paryżu i Londynie. Zajmuje obszar 28 ha.
W ogrodzie po raz pierwszy użyto w swej nazwie skrótu „ZOO”, będącego dziś w użytku na całym świecie. Placówka należy do Europejskiego Stowarzyszenia Ogrodów Zoologicznych i Akwariów (EAZA).

## Historia

### Początki Zoo
Ogród powstał z inicjatywy Towarzystwa Zoologicznego Irlandii w 1831 i zajmował obszar 4 akrów. Prezentowane były tu: lwy, lamparty, niedźwiedzie, małpy oraz papugi. W 1833 wybudowano kryte strzechą wejście, pozostałe budynki na terenie zoo były szczątkowe. W 1836 z Ogrodu Zoologicznego w Londynie, sprowadzono do Dublina słonia. Ogród finansowany był na zasadzie wolontariatu oraz opłat członkowskich Towarzystwa Zoologicznego i mierzył się z wieloma trudnościami. W 1854 udało się pozyskać rządową dotację, co wpłynęło na stabilność finansową zoo. Rok później zakupiono parę lwów, a pozyskane z hodowli lwy, były poszukiwane przez inne ogrody zoologiczne oraz handlarzy zwierząt na całym świecie. W latach 60. XIX wieku po raz pierwszy w Europie przywieziono tu mało znanego dotąd, hipopotama karłowatego z Liberii. Kolekcja prezentowanych zwierząt systematycznie rosła m.in. w 1885 ogród otrzymał orangutana w zamian za cztery lwiątka. 

### XX wiek

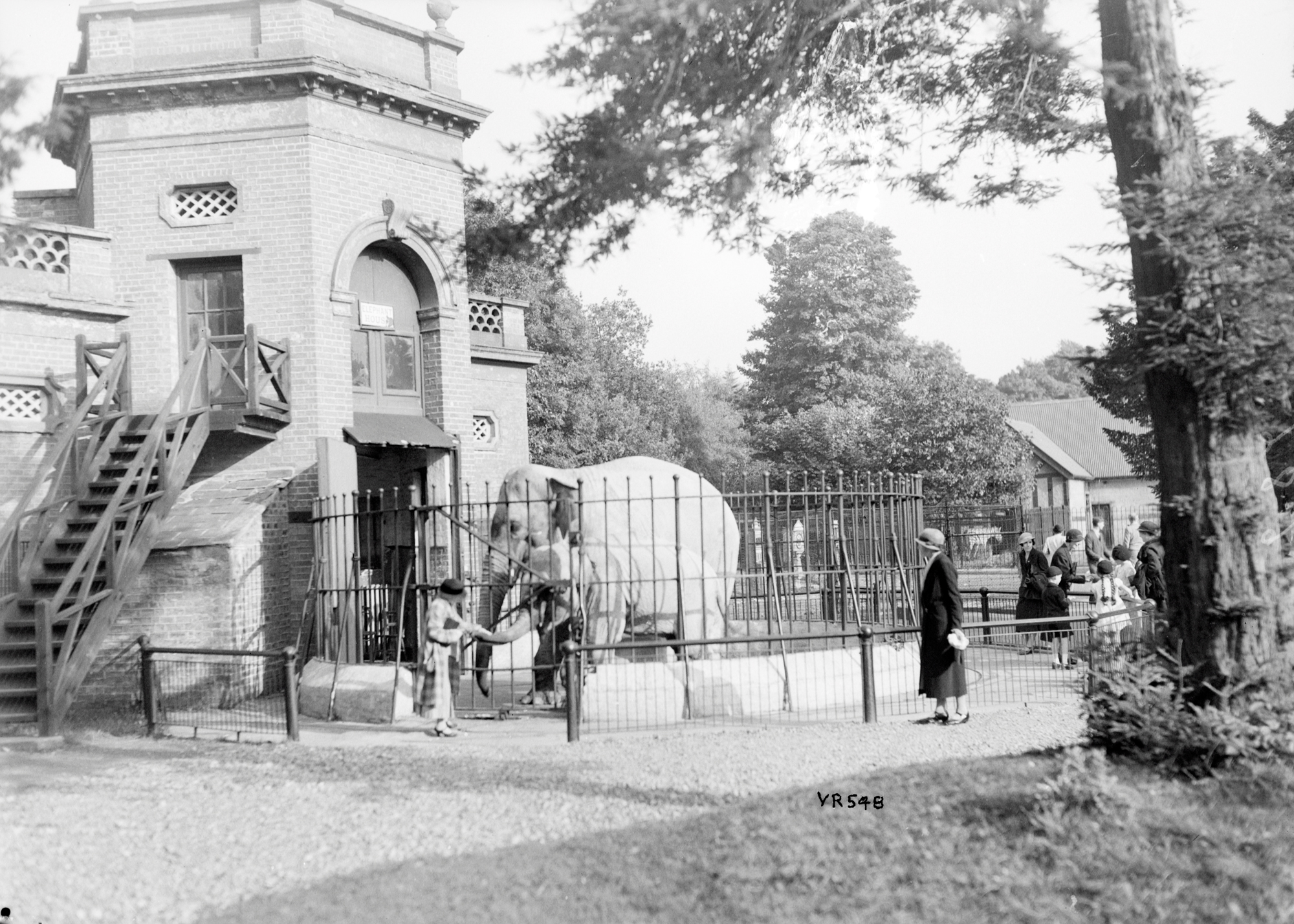
Dublin Zoo, ok. 1935

Przebywający w brytyjskich koloniach Irlandczycy, wysyłali do Dublina egzotyczne zwierzęta. Zoo pozyskało tym sposobem: żyrafy, pantery śnieżne, pawiany oraz goryle. Ogród stał się niezwykle popularny w czasie i po II wojnie światowej, mimo iż liczba prezentowanych zwierząt zmalała, liczba odwiedzających wzrosła (w 1939 zoo odwiedziło 173 tys. osób). W latach 1950–1960 dublińskie zoo pozyskało nosorożce i hipopotamy, które z powodzeniem się rozmnażały. Od lat 70. XX wieku ogrody zoologiczne stopniowo zaprzestawały kupowania i sprzedawania zwięrząt, wprowadzono księgi hodowlane gatunków oraz wyznaczono standardy opieki nad zwierzętami. Zoo w Dublinie nie posiadało wystarczających środków finansowych by nadążyć za zmianami wprowadzanymi w ogrodach zoologicznych, malała także liczba odwiedzających, w wyniku czego ogród był bliski zamknięcia w 1991. Dzięki publicznemu wsparciu oraz rządowej pomocy wyremontowano infrastrukturę oraz wybiegi dla zwierząt.

### Dalsze lata
W 2007 otwarto wybieg dla stada słoni indyjskich, które w ogrodzie z powodzeniem się rozmnażają. Roczna liczba zwiedzających w 2011 wyniosła 1 mln osób. Wśród zwierząt prezentowanych obecnie na terenie ogrodu są m.in.: bongo leśne, lwy azjatyckie, okapi leśne, oryksy, orangutany borneańskie, tygrysy amurskie oraz tapiry amerykańskie.

## Galeria

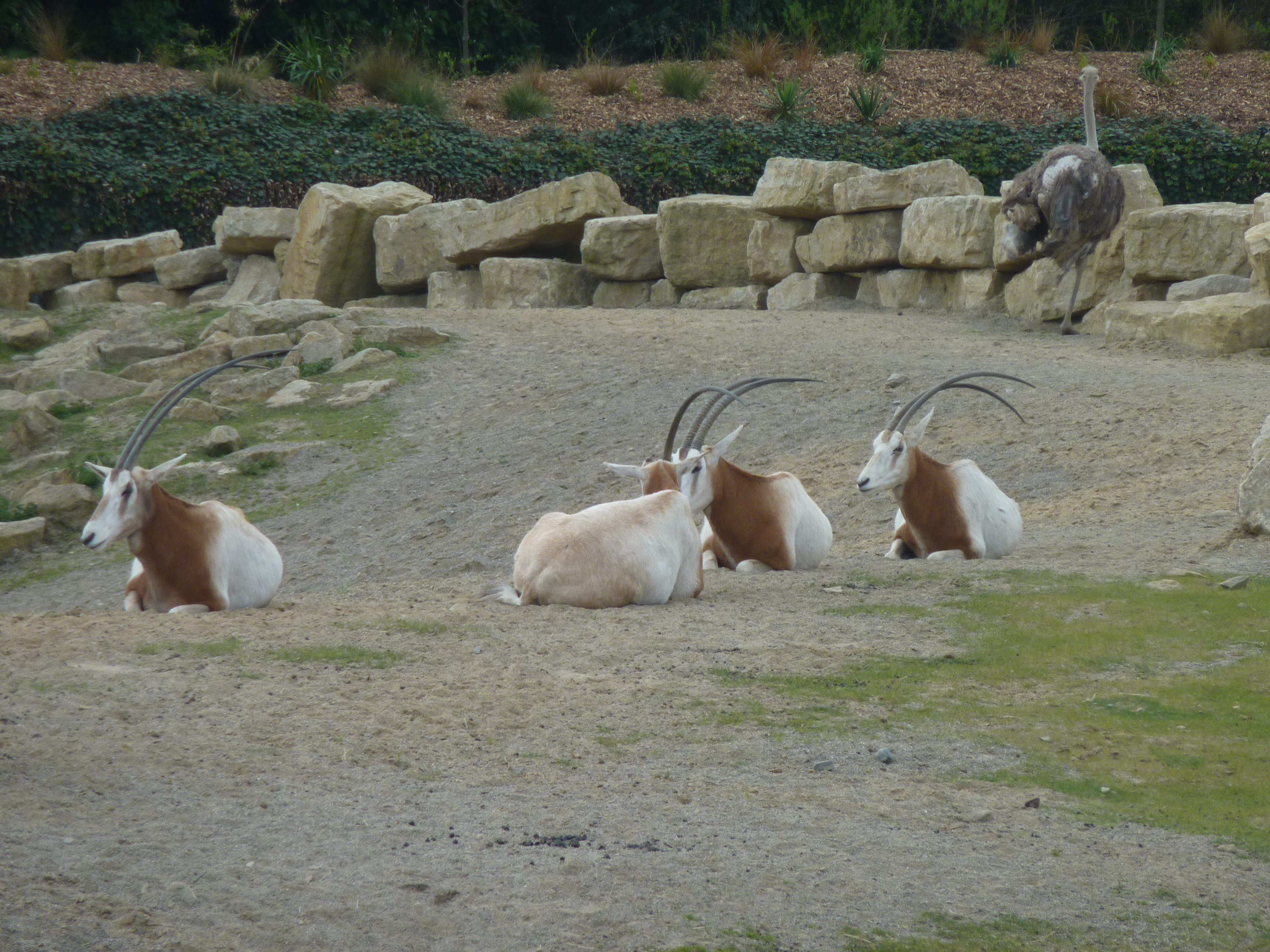
Oryks (Oryx)
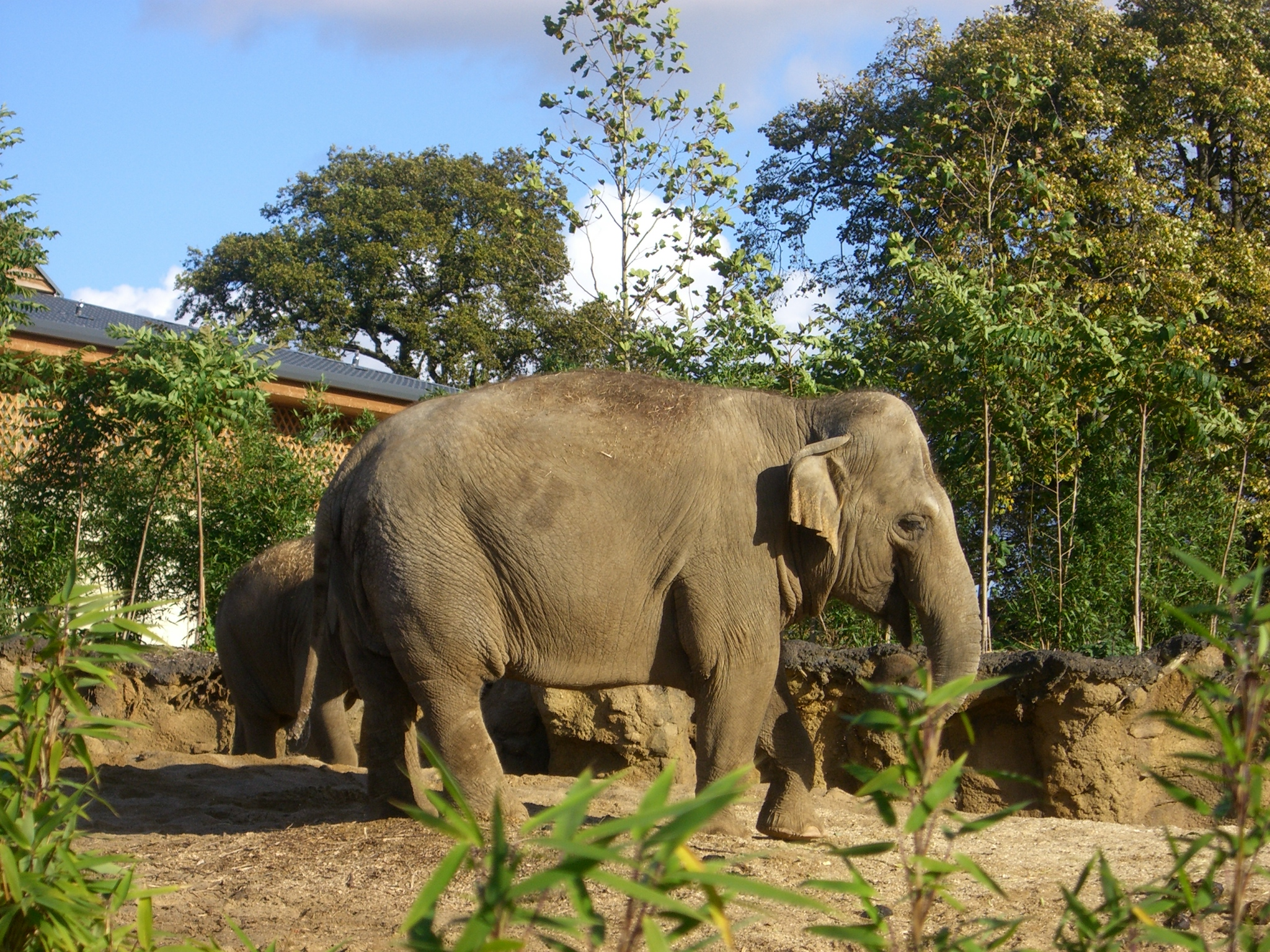
Słoń indyjski (Elephas maximus)
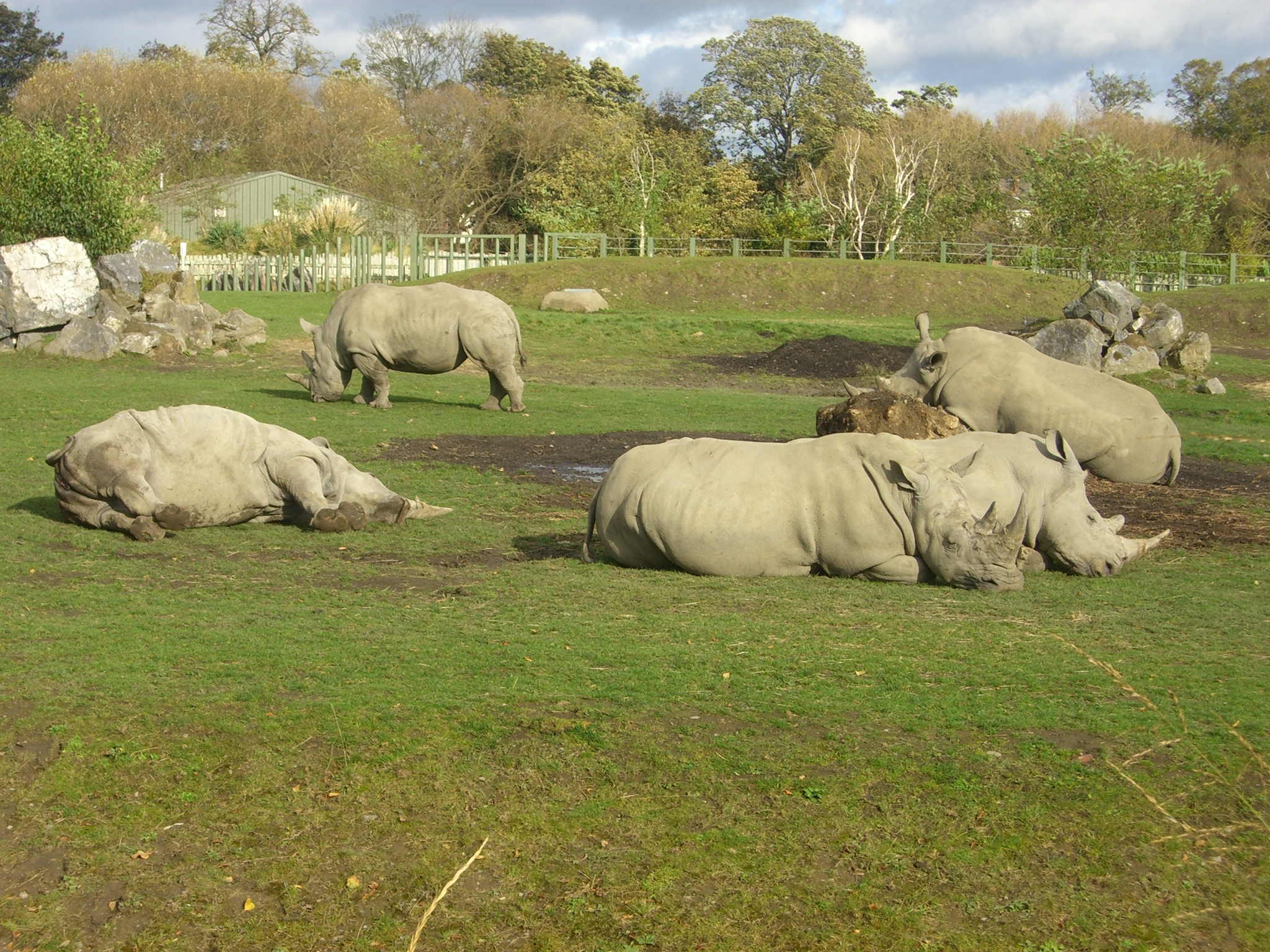
Nosorożec biały (Ceratotherium simum)
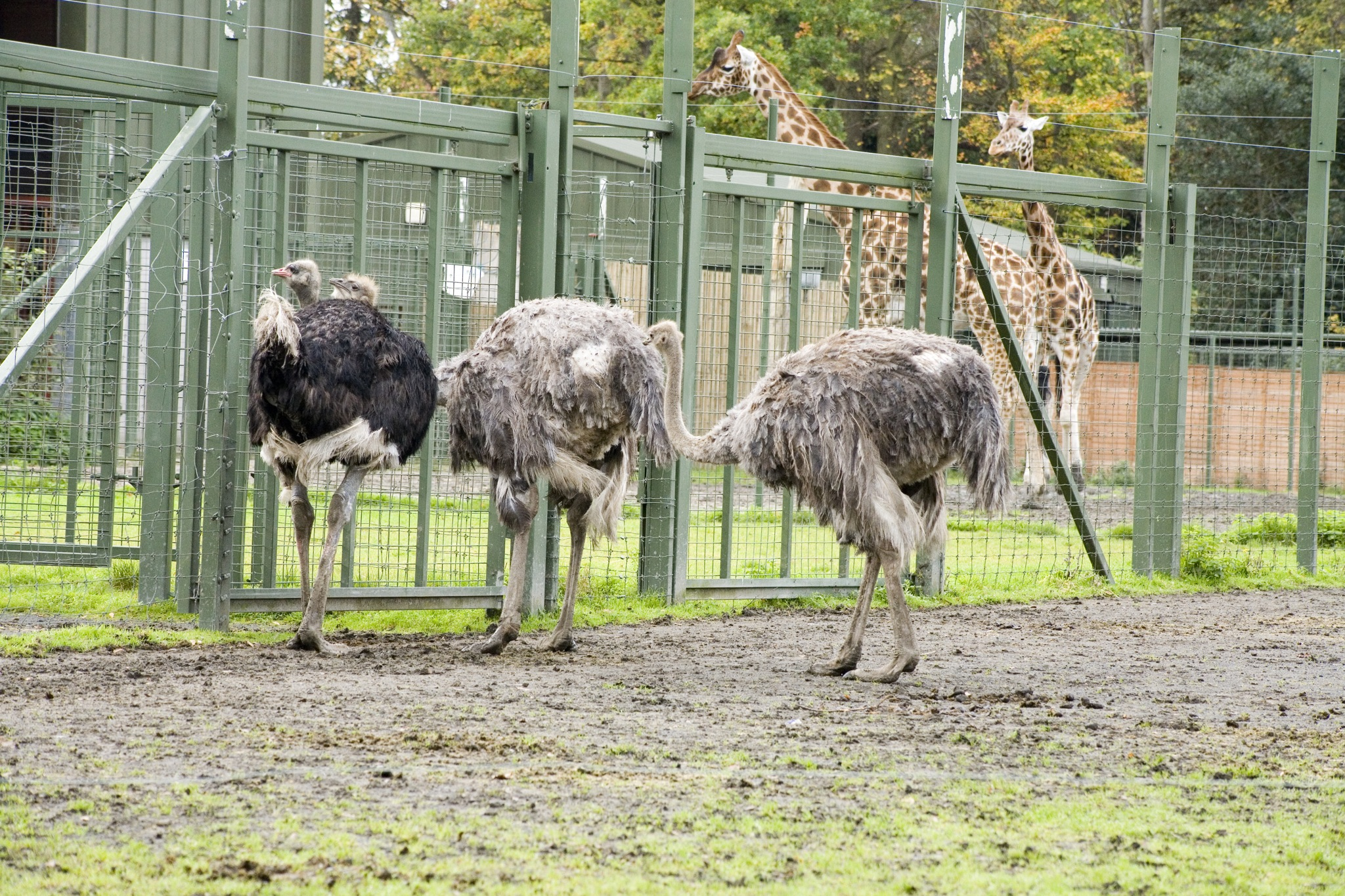
Struś północnoafrykański (Struthio camelus)
Pingwin Humboldta (Spheniscus humboldti)
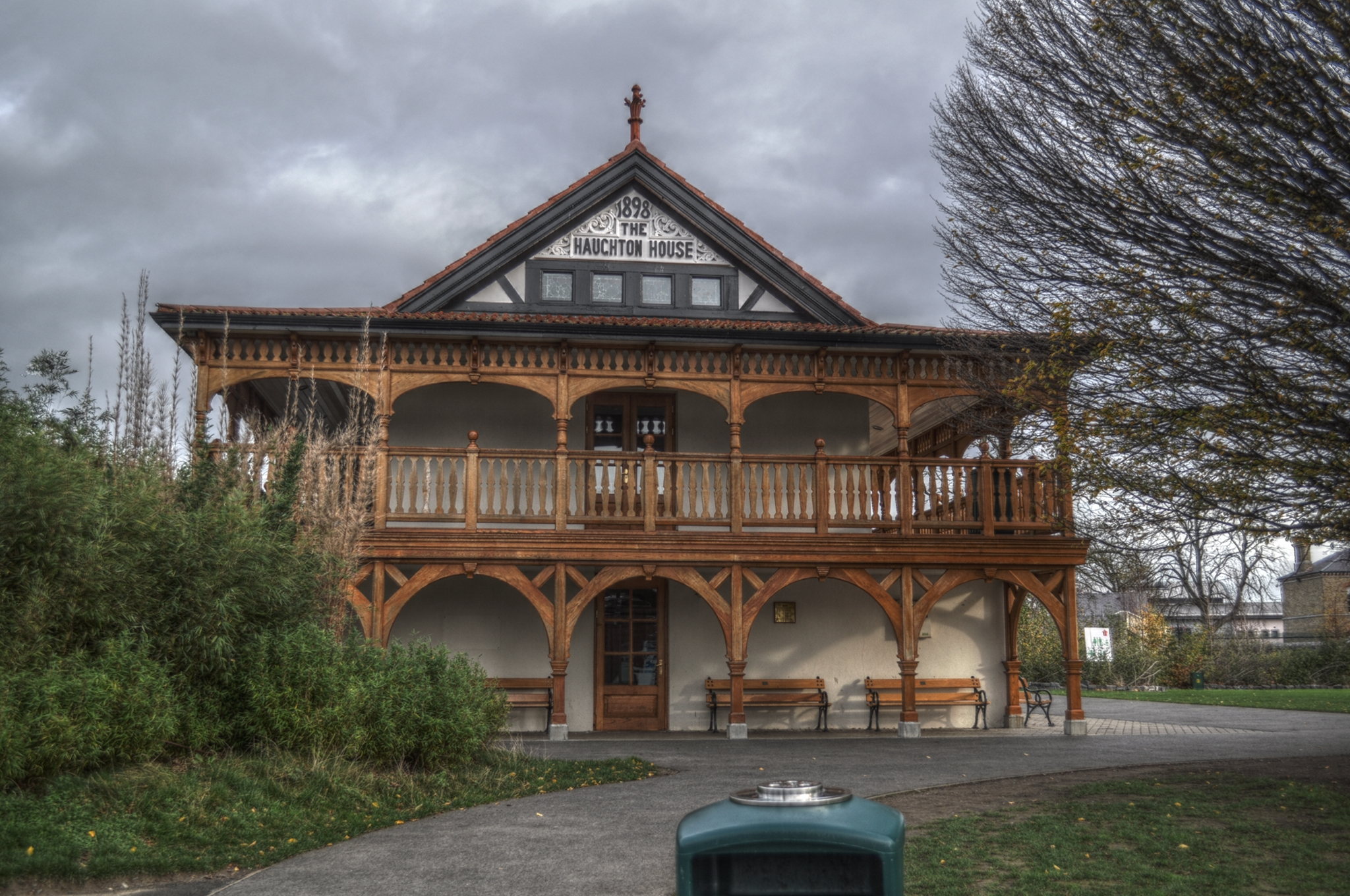
Dublin Zoo, zabytkowy budynek z 1898